# Yalo (woreda)
Yalo je jedna od 31 worede u regiji Afar u Etiopiji. Predstavlja dio Upravne zone 4. Yalo je smještena blizu podnožja istočne strmine Etiopske visoravni, a graniči na jugu s Gulinom, na zapadu s regijom Amhara, na sjeveru s Upravnom zonom 2, a na istoku s Teruom. Glavno naselje Yaloa je Dibina.
Prema podacima Središnje statističke agencije iz 2005. godine, ova woreda je imala procijenjenih 25.494 stanovnika, od čega 11.236 muškaraca i 14.258 žena; 1.370 ili 5,37% stanovništva su živjeli u gradu, što je više od prosjeka Zone koji iznosi 1,6%. Ne podataka o površini Ewe, pa se ne može izračunati gustoća stanovništva.